# 우크라이나의 언어

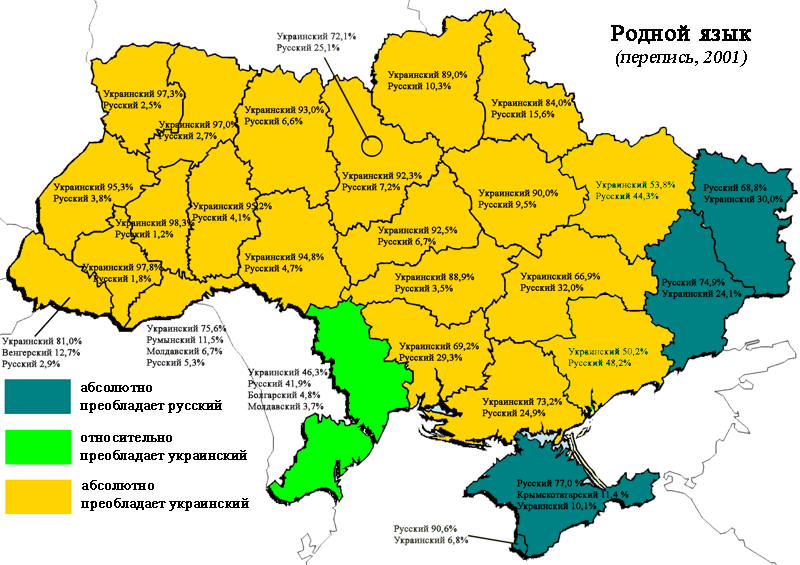

우크라이나의 공용어는 우크라이나어이다. 우크라이나어는 우크라이나 인구의 대부분이 사용하며 67%가 사용하고 있다. 하지만 러시아어도 많이 쓰이고 있으며, 러시아어 사용비율은 24%이다. 그 외에도 루마니아어, 폴란드어, 헝가리어, 체코어, 슬로바키아어, 독일어, 크림 타타르어, 튀르키예어 등 소수민족어도 쓰이고 있다.

## 우크라이나어
우크라이나어는 우크라이나의 공용어이며 우크라이나의 우크라이나인들을 포함해서 러시아, 폴란드, 헝가리, 루마니아에 거주하는 우크라이나인들도 사용하고 있다. 우크라이나어의 사용비율은 서쪽에서 가장 높고 동부와 남부에서는 우크라이나어의 사용비율이 낮다.

## 러시아어
러시아어는 우크라이나에서 우크라이나어 다음으로 많이 쓰이는 언어이다. 동부와 남부에는 러시아어사용자가 거의 대부분 거주하고 있으며 동부와 남부의 우크라이나인도 거의 대부분 러시아어를 사용한다. 크림 자치 공화국은 우크라이나어, 러시아어, 크림 타타르어가 공용어이지만 러시아어가 거의 대부분 사용된다. 수도 키이우를 비롯한 동부 및 남부에선 러시아어가 지역공식어로 지정되어 있으며 개인 SNS, 쇼핑몰, 뉴스기사, 사적대화 에서는 러시아어 위주로 말한다. 다만 국가/정부 기관 및 공직자들은 우크라이나어 위주로 사용하고 웹사이트에는 일반적으로 두 언어를 병기한다.

## 수르지크어
수르지크어는 우크라이나어와 러시아어가 혼합된 언어 또는 우크라이나의 사회적인 방언이다. 수르지크어는 러시아어를 많이 사용하는 동부와 남부에서 높은 비율을 보이고 있다.

## 소수 민족어
소수 민족어로는 루마니아어, 폴란드어, 헝가리어, 체코어, 슬로바키아어, 독일어, 크림 타타르어, 튀르키예어도 쓰이고 있다.

## 같이 보기
- 우크라이나어
- 우크라이나의 러시아어